# Tibetische Monarchie

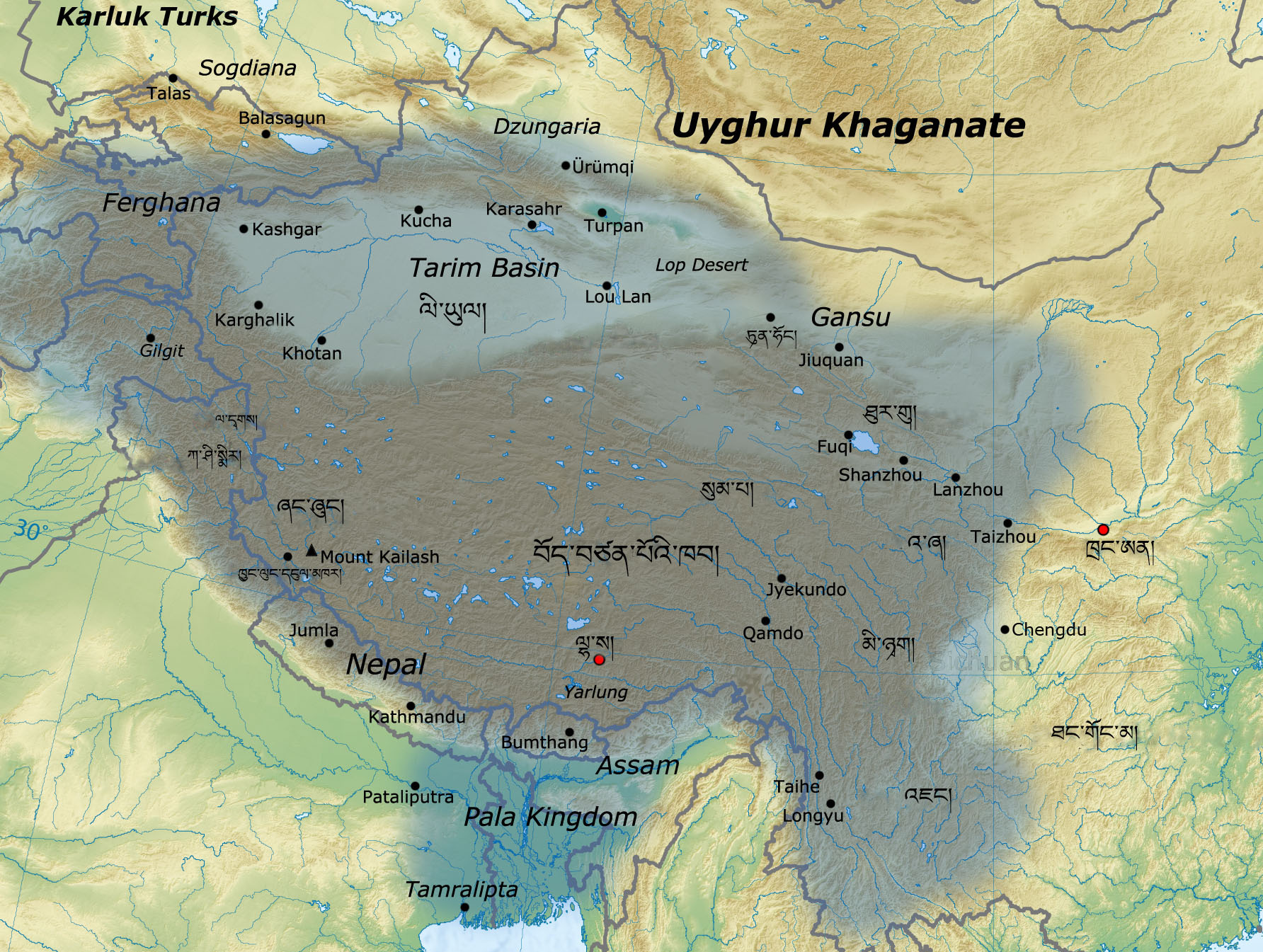
Größte Ausdehnung der Tibetischen Monarchie gegen Ende des 8. Jahrhunderts

Die tibetische Monarchie, auch Yarlung-Dynastie genannt bzw. in zeitgenössischen chinesischsprachigen Quellen Tǔbō bzw. Tǔfān 吐蕃 war ein Abschnitt der Geschichte Tibets. Sie entstand im 7. Jahrhundert in einem Seitental des Tsangpo (Oberlauf des Brahmaputra), dem Tal des Yarlung-Flusses, und ging im Jahr 842 unter.

## Bedeutung
Die tibetische Monarchie war das erste größere politisch und historisch fassbare tibetische Reich, das neben dem tibetischen Hochland weite Teile Zentralasiens und zeitweise chinesische Gebiete beherrschte. Mit der Schaffung einer zentralen Reichsverwaltung öffnete sich Tibet in dieser Zeit den kulturellen und geistigen Einflüssen der Hochkulturen Indiens und Chinas. Insofern wurde in jener Zeit auch die geistige Grundlage für die tibetische Kultur des 2. Jahrtausend n. Chr. gelegt.
Diese gewaltige Ausdehnung blieb einzigartig in der tibetischen Geschichte. Keines der späteren tibetischen Reiche erlangte je wieder die Macht über den gesamten tibetisch besiedelten Raum, auch nicht die der Dalai Lamas.

## Historische Fassbarkeit
Die traditionelle tibetische Königsliste der Herrscher der Dynastie verzeichnet 42 Könige, von denen die ersten 26 als mythische Vorfahren anzusehen sind; erst vom 27. Herrscher an werden sie von der modernen Forschung als historische Persönlichkeiten betrachtet. Vom 33. König an sind die Herrscher aus einer Vielzahl von tibetischen und nichttibetischen Quellen gut bekannt.
Erst unter den Königen 31 bis 33 entstand ein einheitlich regierter tibetischer Staat, der seine Kontrolle weit über die Region des südtibetischen Yarlung-Tales ausdehnte. Im 7. und 8. Jahrhundert konnten die Herrscher Songtsen Gampo und Trisong Detsen durch eine geschickte Heiratspolitik, aber auch durch Intrigen und Feldzüge nicht nur andere tibetische Königreiche wie Shangshung in ihr Imperium eingliedern, sondern eroberten zudem weitere Gebiete jenseits des tibetischen Hochlands auf der Seidenstraße und 763 sogar kurzfristig die Hauptstadt der chinesischen Tang-Dynastie (vgl. Tang-Dynastie).

## Herrscherbezeichnungen
Aufgrund späterer buddhistischer Überprägung werden die Herrscher, die als Tsenpo (btsan po) bezeichnet wurden, meist Könige (rgyal po) genannt. Tatsächlich jedoch handelt es sich bei Tsenpo um einen Herrschertitel, der insbesondere in der Zeit des 5. Dalai Lama zu „Dharmakönig“ (chos rgyal) uminterpretiert wurde.

## Die Frühzeit
Als mythischer Ahnherr der Yarlung-Dynastie, benannt nach ihrem Machtzentrum im Tal des Yarlung-Flusses, eines Nebenflusses des Yarlung-Tsangpo in Südtibet, galt anfangs Ode Pugyel (Umschrift nach Wylie: ’o lde spu rgyal). In der Herrscherliste erscheint Nyathri Tsenpo (gnya’ khri btsan-po) als erster der sieben mythischen „himmlischen Könige“, mit denen die Dynastie der Legende zufolge begann; sie sollen vom Himmel herabgestiegen und bei ihrem Tod dorthin zurückgekehrt sein ohne einen Leichnam zurückgelassen zu haben. Erst der achte König brach die Verbindung zum Himmel ab; seither waren die Könige sterbliche Menschen wie ihre Untertanen. Als quasi historische Persönlichkeit bezeugt ist erst der 27. König, Thrije Thogtsen (khri rje thog btsan). Sein Nachfolger Thothori Nyentsen, der im 5. Jahrhundert lebte, soll die Residenz Ombu (om bu), besser bekannt als Yumbulagang, gegründet haben. Damals gab es noch keinen einheitlich regierten tibetischen Staat; die Macht der Könige beschränkte sich wohl auf das Yarlung-Tal.

## Expansion unter Namri Songtsen
In Chingpa (’phyings pa) im Yarlung Tal regierte der Fürst Thri Longtsen (khri slong brtsan). Er besiegte Singpoje (zing po rje) von Ngepo (ngas po) im oberen Kyi-Chu-Tal, besetzte dessen Land und benannte es Phenyül (’phan-yul). Das tibetische Reich wurde gegründet und Thri Longtsen zum Herrscher (btsan po) ausgerufen. Er erhielt den Namen Namri Songtsen (gnam ri srong btsan). In der traditionellen Herrscherliste erscheint er als Nr. 32. Die drei einflussreichsten Fürsten von We (dbas), Nyang (myang) und Nön (mnon) erkannten seine Oberhoheit an und wurden oberste Ratgeber. Schenkungen von Land und Privilegien machten ehemalige Stammesfürsten zu Feudalherren. Pungse Sutse (spung sad zu tse), ein Günstling des Königs, tötete den Fürsten von Tsangbö (gtsang bod; das spätere Tsang) und erhielt dessen Gebiet als Lehen. Die Region Dagpo (dwags po) leistete Widerstand und wurde erobert. Die Position des Großministers (blon po chen po; Lön Chenpo; kurz: blon chen) wurde geschaffen. Um 620 starb der König als Opfer einer Verschwörung an Gift.

## Songtsen Gampo
Sein Nachfolger, der minderjährige Thride Songtsen (khri lde srong btsan; † 649), der Nachwelt bekannt als Songtsen Gampo (srong btsan sgam po) hielt blutiges Strafgericht an den Giftmischern und stellte energisch die Ordnung wieder her.
Der alte Minister Nyangmang Poje (nyang mang po rje) wurde von Pungse Sutse (spung sad zu tse) verleumdet und hingerichtet, desgleichen sein Nachfolger Garmang Shamsum Nang (mgar mang zham sum snang). Danach wurde Pungse Sutse selbst Minister. Er trachtete dem König nach dem Leben, der aber von Gar Tongtsen Yülsung (mgar stong brtsan yul zung) gerettet wurde. Schließlich beging Pungse Sutse Selbstmord und Gar Tongtsen Yülsung wurde Minister. Unter ihm genoss Tibet jahrzehntelang inneren Frieden und expandiert zu einer zentralasiatischen Großmacht.
Zur Politik des tibetischen Königshofes gehörte die Heirat des tibetischen Königs mit politisch bedeutenden Nachbarn. Der chinesische Kaiser erkaufte sich Frieden mit Tibet, indem er dem König eine Prinzessin (Wen Cheng) zur Frau gab. Sie kam 641 nach Tibet. Einige Jahre zuvor hatte Songtsen Gampo eine nepalesische Prinzessin (Bhrikuti) und eine Tochter des westtibetischen Königs von Shangshung geheiratet. Obwohl der Hof des Königs nomadisierte, wurde für Regierung und die Gemahlinnen des Königs die Stadt Lhasa gegründet.
Der Minister Thonmi Sambhota wurde nach Nord-Indien geschickt. Er entwickelte dort auf der Basis der Spät-Gupta Schrift das tibetische Alphabet. Gleichzeitig wurde auch die Orthographie im Wesentlichen festgelegt. Der König erließ auch 18 Gesetze. Unter ihm wurde der Buddhismus in Tibet bekannt.

## Die schwachen Nachfolger des Songtsen Gampo
Als Gungsong Gungtsen (gung srong gung brtsan), der zur Erbfolge berechtigte Sohn von Songtsen Gampo, 13 Jahre alt war, dankte Songtsen Gampo zu dessen Gunsten ab, nahm jedoch den Thron nach dem frühen Tod des jungen Königs nach fünf Jahren einer Scheinregierung wieder ein.
Mangsong Mangtsen (mang srong mang btsan; 649–676), war beim Tod des Songtsen Gampo noch ein Kind, und so verblieb die Regierung in den Händen des Ministers Gar Tongtsen Yülsung bis zu dessen Tod im Jahre 667. Ihm folgte als Minister sein ältester Sohn Gar Tsennya Dembu (mgar btsan snya ldem bu), der die Ausdehnungspolitik fortsetzte.
Thri Düsong Mangpo Je (khri ’dus srong mang po rje; 676–704) bestieg den Thron mit acht Jahren. Als der Minister Gar Tsennya 685 starb, war Tibet eine asiatische Großmacht. Sein Nachfolger und Bruder Gar Thridring (mgar khri ’bring) war jedoch weniger erfolgreich. Die Adelsopposition fand Rückhalt beim König. Gar Thridring wurde abgesetzt und beging 698 Selbstmord. Dadurch war die Macht der Familie Gar für immer gebrochen. Der König nahm die Regierung wieder an sich und führte selbst die Truppen gegen China (allerdings erfolglos).
Thride Tsugten (khri lde gtsug brtan; 704–755) war beim Tod seines Vaters erst einige Monate alt, aber seine energische Großmutter Thir Malö (khri ma lod), unterstützt von ihrer Familie ’Bro, verstand es, ihm die Nachfolge zu sichern. Das gelang erst nach einem Bürgerkrieg, in dem der Gegenkönig Cenlha (gcen lha) in Belpo (bal po; in Zentraltibet gelegen, nicht mit Nepal, das ebenso heißt, zu verwechseln) überwunden wurde. Die Krönung fand 712 statt. In dieser Lage suchte der Minister We Thrisig Shangnyen (dbas khri gzigs zhang nyen; seit 705) den Frieden mit China. 710 wurde eine chinesische Prinzessin mit dem sechsjährigen König vermählt. Trotz eines kurzen Konflikts (714) mit China hielt der Friede bis zum Tod des Ministers 720. Die späteren Kämpfe waren insgesamt erfolgreich.

## Thrisong Detsen
Thrisong Detsen (khri srong lde btsan) regierte 755 bis 797 auf dem Höhepunkt der tibetischen Macht. Unter General Tadra Lugong (stag sgra klu gong) wurde die damalige chinesische Hauptstadt Chang’an 763 erobert und drei Wochen gehalten. Die großen tibetischen Erwerbungen wurden in einem Friedensvertrag 783 bestätigt, der jedoch nur zwei Jahre hielt. 787 stand das tibetische Heer wieder kurz vor der chinesischen Hauptstadt, aber eine entscheidende Niederlage 789 zwang zum Rückzug.
Der König verfolgte eine probuddhistische Politik. Zur Unterstützung beim Bau eines großen Tempels ließ er zunächst den indischen Meister Shantarakshita aus dem Tempel zu Nalanda nach Tibet einladen, dessen Mittel aber der Überlieferung nach nicht ausreichten, um „die bösartigen Götter und Dämonen Tibets“ zu bändigen. Deshalb wurde der bedeutende Tantriker Padmasambhava nach Tibet zu berufen, wo er um 775 den Bau des Klosters Samye (bsam yas) begann. Ein 779 verkündetes Edikt machte den Buddhismus zur Staatsreligion, und das Konzil von Samye 792 bis 794 unter dem Vorsitz des Königs entschied die Auseinandersetzung zwischen der indischen und der chinesischen Partei zugunsten der Inder. In Zusammenarbeit mit indischen Gelehrten wurde begonnen, die Mahayana-Literatur ins Tibetische zu übersetzen.
Es ist nicht sicher, ob der König 797 starb oder abdankte und Mönch wurde.

## Die schwachen Nachfolger des Thrisong Detsen
Mune Tsenpo (mu ne btsan po; 797–799), der älteste lebende Sohn des Thrisong Detsen, regierte nur zwei Jahre.
Sein Nachfolger wurde sein dritter Bruder Mutig Tsenpo (mu tig btsan po), auch Thride Songtsen (khri lde srong btsan; 799–815) oder Sena Leg (sad na legs) genannt. Der eigentliche Herrscher aber war wohl der zweite Bruder Murug Tsenpo (mu rug btsan po) bis zu seinem Tod im Jahre 804. Unter diesem schwachen König gab es verschiedentlich Niederlagen bei Einfällen in China. 802 wurde sogar der Großminister (blon chen) We Mangje Lhalö (dbas mang rje lha lod) gefangen genommen.
Der Einfluss des buddhistischen Klerus zeigt sich an zwei einflussreichen Mönchen: Nyang Tingnge Dzin (myang ting nge ’dzin), der 804 als Gesandter nach China reist, und Dranka Yönten Pel (brang ka yon tan dpal), der um 810 mit dem neuen Titel „Großminister der Verwaltung“ (chab srid kyi blon po chen po) faktisch die Regierung leitete.

## Relpacen
Thritsug Detsen (thri gtsug lde brtsan; 815–838), meist Relpacen (ral pa can) genannt, war der Sohn seines Vorgängers Mutig Tsenpo und überzeugter Buddhist. Die Übersetzungstätigkeit buddhistischer Schriften blühte und war staatlich organisiert.
Politisch war Tibet ebenso wie China in einem langsamen Niedergang begriffen. 822 schlossen beide Länder einen von Dranka Yönten Pel ausgehandelten Friedensvertrag, der die tibetischen Besitzungen bestätigte. Dieser Friedensvertrag wurde zweisprachig verfasst und ist auf einer Stele in Lhasa zu lesen.
Der durch die enge Koalition von König und Klerus geschwächte (und mit der Bön-Religion verbundene) Adel konnte durch Intrigen die Hinrichtung von Dranka Yönten Pel erreichen. Auch Nyang Tingnge Dzin wurde getötet. Kurz danach fiel der König einer Adelsverschwörung zum Opfer und wurde von We Tagna (dbas stag sna) und Cogro Legdra (cog ro legs sgra) ermordet.

## Lang Darma
Die Verschwörer setzten Thri Udum Tsen (khri u dum btsan; 838–842) als König ein, der meist Lang Darma (glang dar ma) genannt wurde und ein Bruder des Ermordeten war. Unter dem neuen Großminister (blon-chen) Wegyel Tore Tagnya (das rgyal to re stag snya) begann eine Ausrottungspolitik gegen den Buddhismus. Die ausländischen Mönche wurden ausgewiesen, die tibetischen laisiert. Dazu kamen noch Erdbeben und die Pest. Schließlich wurde Lang Darma von dem Mönch Pelgyi Dorje (dpal gyi rdo rje) – der dann seinen Verfolgern entkam – mit einem Pfeilschuss ermordet.

## Das Ende der Monarchie
Der König starb kinderlos. Die Familie Chim (mchims) versuchte, an die Macht zu gelangen, indem sie einen Sohn des älteren Bruders der Witwe (einer Chim-Prinzessin) als nachgeborenen Sohn des Lang Darma ausgab. Er bekam den Königsnamen Thride (khri lde), wurde aber – im Hinblick auf die Unterstützung durch seine Mutter – der Nachwelt als Yumten (yum brtan oder yum rten) bekannt. Kurz danach gebar eine Nebengemahlin des Lang Darma einen Sohn, der von der – wohl buddhistischen – Gegenpartei als König Namde (gnam lde), meist Ösung (’od srungs) genannt, ausgerufen wurde. Die Folge war ein unentschiedener Bürgerkrieg. Die Außenbesitzungen gingen verloren. In den folgenden Generationen kam es zu einer starken Zersplitterung der politischen Macht.
De Pelkhor Tsen (lde dpal ’khor btsan), der Sohn des Ösung, wurde von seinen Untertanen getötet. Die Nachkommen von dessen jüngerem Sohn Thri Trashi Tsegpa Pel (khri bkra shis brtsegs pa dpal) konnten sich in Yarlung nur halten, indem sie zu erblichen Äbten des Klosters Cilbu (spyil bu) wurden. Der ältere Sohn Kyide Nyima Gön (skyid lde nyi ma mgon) wanderte nach Westen aus. Seine Nachfolger gründeten dort Reiche wie Ladakh oder Guge, die das tibetische Königtum bis ins 19. Jahrhundert retteten.